# Боланден
Боланден (нем. Bolanden) — община и населённый пункт в Германии, в земле Рейнланд-Пфальц.
Входит в состав района Доннерсберг. Подчиняется управлению Фербандсгемайнде Кирхгаймболанден. Население 2460 чел. Занимает площадь 17,44 км².
Община подразделяется на 2 района.